# Não-disjunção
Em biologia, não-disjunção é um defeito de segregação de cromossomas homólogos ou de cromátides-irmãs, resultando na produção de gâmetas com mais ou menos cromossomas que o normal. Esta alteração é um mecanismo comum, ocorre quando os cromossomos pareados ou cromátides-irmãs não se separam na anáfase da meiose I, ou na meiose II. pode ocorrer durante as fases de meiose I e II ou durante a mitose.
A não-disjunção é a causa principal da Síndrome de Down e várias outras síndromes.